# 耶揚子
耶揚子（日语：／ Yayōsu，1556年—1623年5月16日）是荷蘭的航海士、朱印船貿易家。本名扬·约斯滕·范·洛登斯泰因（荷蘭語：Jan Joosten van Lodensteyn）。

## 略歷
荷蘭台夫特出身，搭乘荷蘭船Liefde號，和航海長英國人威廉·亞當斯（三浦按針）在1600年（慶長5年）漂流到豐後（現大分縣）。
受德川家康信任，在江戶城的内堀之内獲賜宅邸，和日本人結婚。宅邸所在的場所位在現在的八重洲一帶，「八重洲」的地名也是來自其日本名「耶扬子」。
耶扬子之後在東南亞方面從事朱印船貿易，為了歸國，前往巴達維亞（雅加達），但交涉未果，最後在返回日本途中，船在南中國海觸礁而溺死。

## 脚注
1. ↑  .   [2017-09-04]. （原始内容存档于2020-06-18）.

## 關連項目
- 八重洲